# Armansperg

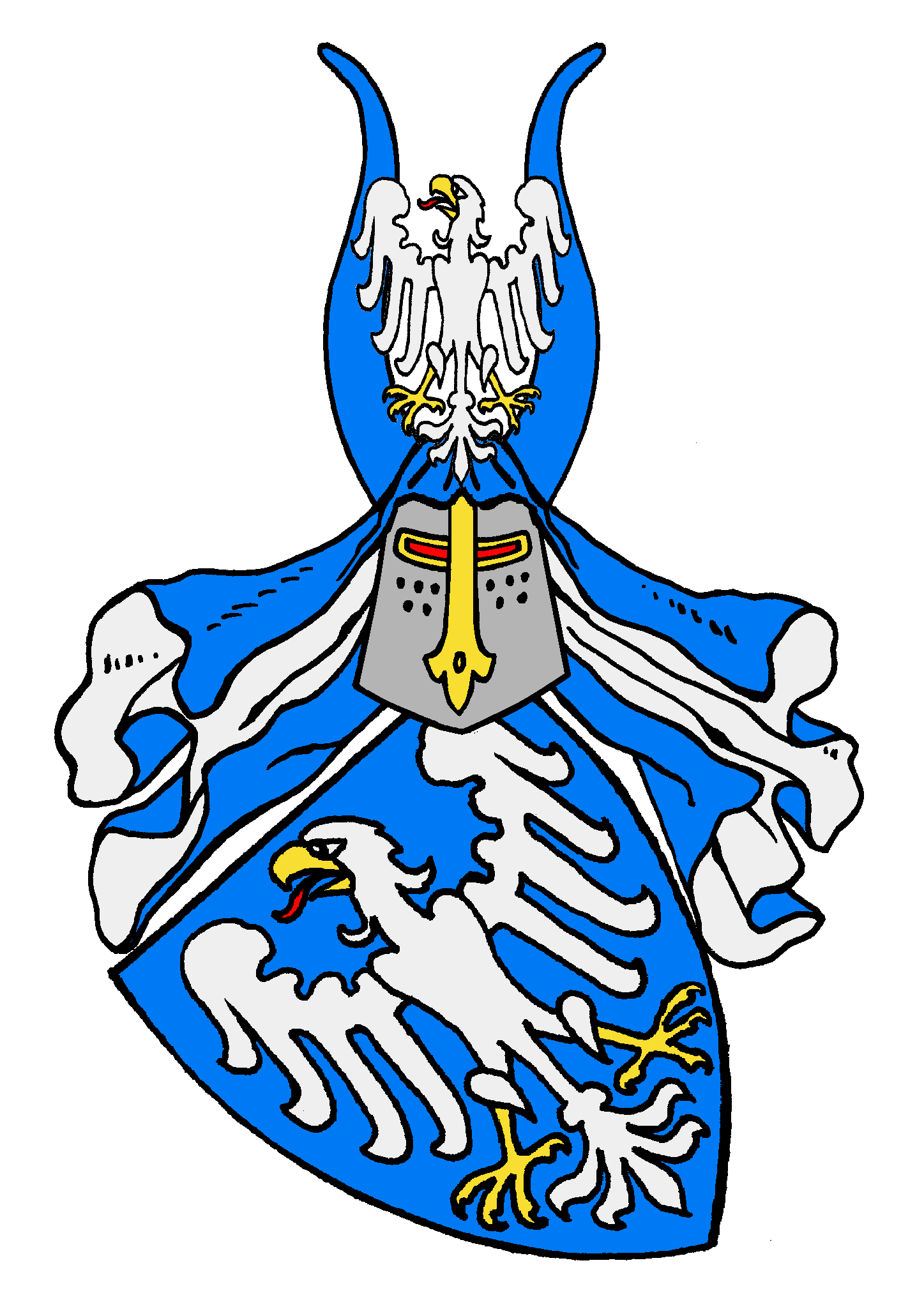
Stammwappen derer von Armansperg

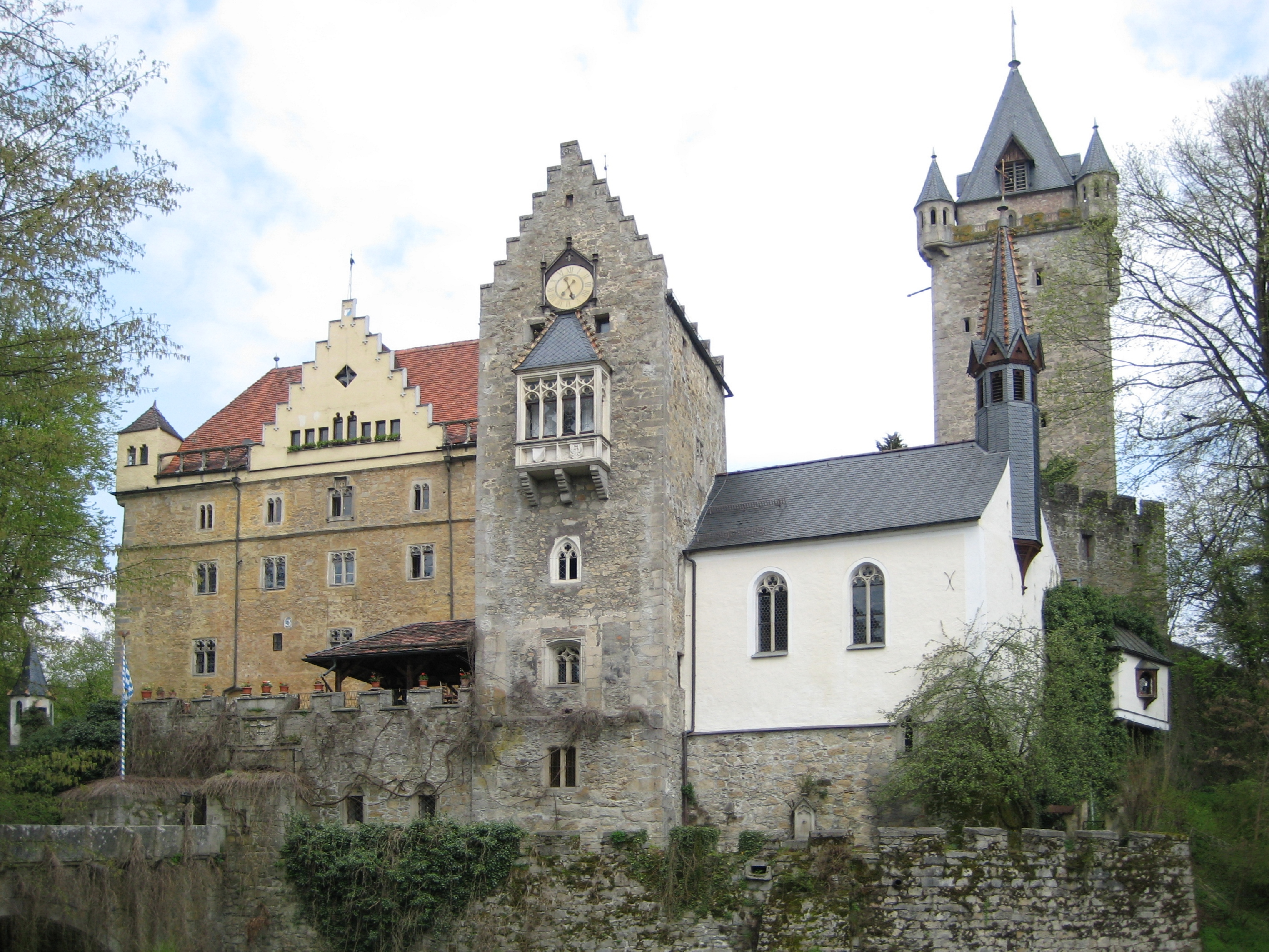
Schloss Egg, von 1752 bis 1931 im Besitz der Familie Armansperg

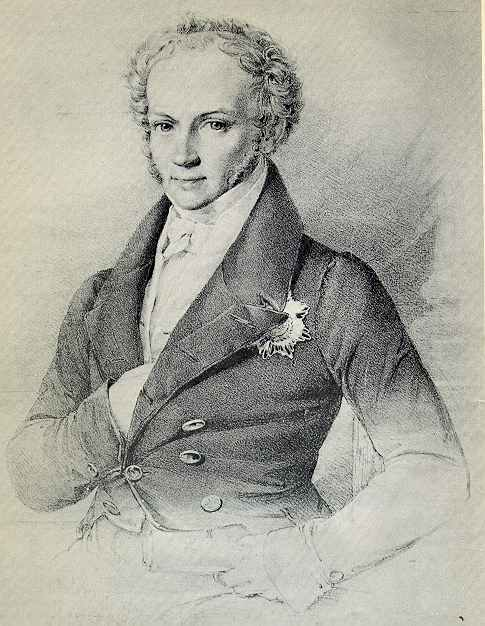
Joseph Ludwig von Armansperg
(* 1787; † 1853)

Armansperg (auch Armansberg oder Arnsperg genannt) ist der Name eines alten bayerischen Uradelsgeschlechts. Der namensgebende und älteste Stammsitz der Familie war die Hofmark Armannsberg bei Landshut in Niederbayern.

## Geschichte
Erstmals urkundlich erwähnt wurde das Geschlecht im Jahre 1221 mit Wernhardus und Wernherus frateres de Armansberge. Mit dem ebenfalls ab dem 13. Jahrhundert erscheinenden Ritter Sybotto Armansperger, Truchsess der bayerischen Grafen von Kirchberg, begann die Stammreihe. Wiguleus Hund führt an, dass ein Martin von Armansperger bei der Schlacht bei Hiltersried gegen die Hussiten teilgenommen hat.
Bis zum Ende des 16. Jahrhunderts saßen Angehörige der Familie im niederbayerischen Armannsberg, Inkofen, Gingkofen und Ellenbach bei Landshut. Am 7. Juli 1588 hat Hanns Sigmund von Armansperg († 1617) die Hofmark Armansberg an den Peter von der Gilgen auf Oberköllnbach um 3000 fl verkauft. Schönberg ist durch die Verehelichung von Sara, Tochter des Hanns Egidi von Sonderndorf, mit Hanns Sigmund von Armansperg an diese Familie gekommen. Auch Oberbrunn, eine Hofmark im Landgericht Kling, kam über diese Eheschließung an den Armansperger. Sein Sohn Johann Wilhelm von Armansperg hat an drei Feldzügen gegen die Ungarn teilgenommen. Seine erste Gattin war (1622) Rosina von Salburg, seine zweite (1628) hieß Maria Jakobe von Elsenhaimb. Der andere Sohn Hieronymus wurde Minorit. Der jüngste Sohn Johann Franz († 1649 mit 21 Jahren) folgte auf Schönberg nach. Seine Gemahlin war Euphrosina Willerin (auch Weilerin) von Gerazhausen. Die Tochter aus dieser Ehe, Martha, verehelichte sich mit einem Herr von Soyer.
1719 erhielt Georg von Armansperg, Truchsess des Kurfürsten Max Emanuel von Bayern, den Freiherrentitel und 1790 wurde sein Enkel, der bayerische Landeshauptmann Joseph Felix von Armansperg, in den Grafenstand erhoben. Er begründete zwei Linien, von denen die ältere, welche auch in Österreich landständisch war, mit dem Grafen Joseph Ludwig von Armansperg 1853 erlosch. Er war bayerischer Außenminister, griechischer Staatskanzler und Präsident der Regentschaft von Griechenland für den minderjährigen König Otto von Wittelsbach. Die jüngere Linie blüht bis heute.
Georg Joseph von Armansperg war zweimal verheiratet; seine erste Gattin war Maria Anna von Ruestorf, seine zweite Maria Regina von Neuching. Die Tochter aus dieser Ehe, Maria Paulina, heiratete eine Herren von Schönbrunn. Am 26. Mai 1703 machte er sein Testament. Ihm folgt sein Sohn Johann Anton Joseph nach († 1736). Er war Pfleger und Kastner von Diessenstein. Durch die Verehelichung mit Maria Sophia Adelheit von Schrenk trat er in Beziehung zu der Familie, die damals Schloss Egg und später er innehatte. Seine älteste Tochter, Maria Antonia Josepha trat 1746 in das Kloster Niederschönenfeld ein, der Sohn Joseph Ferdinand starb als Hauptmann im churbayerischen Leibregiment. In den Besitz von Schönberg kommt nun Franz Xaver Ignatz Joseph von Armansberg, er selbst nennt sich nur Josef Felix (* 1718; † 1792 in München). Er war Kämmerer, Regierungsrat sowie Kastner auf Diessenstein. Seine Gattin war Maria Josepha Elisabeth de Saint-Marie-Eglise auf Grumenab. Dieser hat seine anderen Besitzungen (Schönberg, Khay, Grub, Fräbertsham, Allarsthann, Vilsessing) verkauft und dafür 1751 Schloss Egg und Loham angekauft. Die Tochter Adelheid (* 1754) heiratete den Grafen Joner (die aus dem Elsass stammende Familie lebte auf Tettenweis), die Tochter Maria Theresia verstarb 1805 unverheiratet als Hofdame einer Herzogin von Bayern. Auch die Schwestern Anna († 1812) und Elise († 1826) blieben unverheiratet.

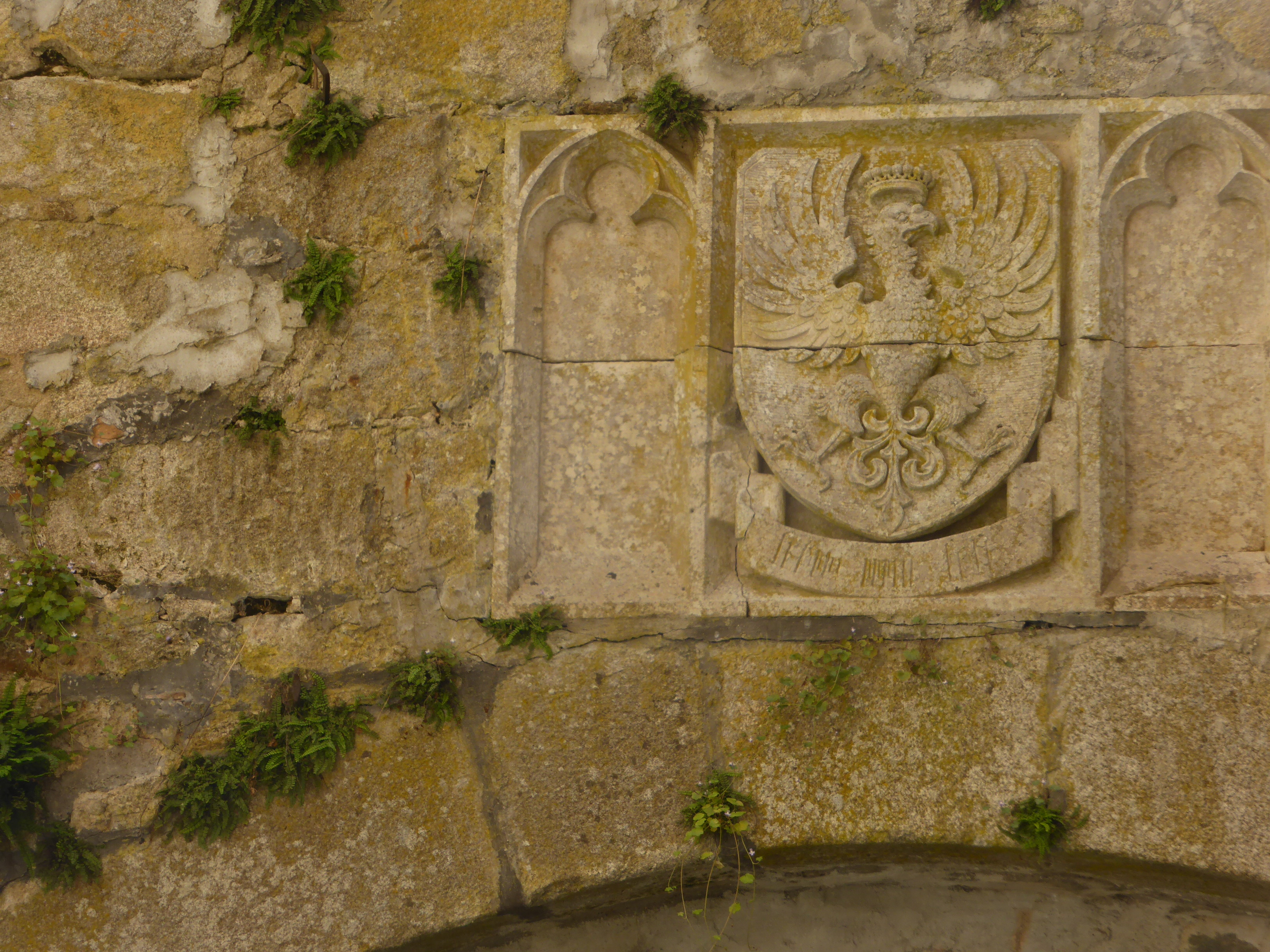
Wappen der Armanperger an der Burgmauer von Schloss Egg

Egg und Loham wurden 1792 zu einem Fideikommiss zusammengeschlossen. Der Sohn Joseph Felix (* 1756) trat dieses Erbe an, der Sohn Franz Seraph (* 1762), der sich als radikaler Aufklärer und Kirchenkritiker einen Namen machte, erhielt zum Ausgleich das Gut Grünau bei Mauerkirchen; er war mit einer Freiin von Berchem verehelicht († 1843) und aus dieser Ehe gingen fünf Kinder hervor. Für die drei Schwestern Therese, Annette und Lisette wurden 15.000 fl Elterngut ausgesetzt.Joseph Felix Ferdinand Graf von Armansperg († 1820 und begraben in der Burgkapelle von Schloss Egg), Herr auf Egg, Loham, Mariaposching, Oberneuching, Breitenried, Deggenau, Kammerherr des Königs von Bayern, Regierungsrat zu Straubing, Pfleger von Kötzting, hatte sich am 24. Mai 1786 mit Ludovika Freiin von Verger (deutsch Baumgarten), stammend aus einer französischen Familie, vermählt. Der Ehe entsprossen vier Kinder: Joseph Ludwig (* 1787; † 1853, ultimus familiae), Theres Catharina (* 1788), Philipp Nerius (* 1790, gefallen während des napoleonischen Russlandfeldzuges am 4. Februar 1813 in Gnesen) und Max Heinrich (* 1792, bei den Kämpfen um Unken gegen die Tiroler am 25. September 1809 gefallen). Übrig blieb der Sohn Joseph Ludwig, bayerischer Abgeordneter, Ministerialbeamter und Minister. Verheiratet war er mit Theresia von Weichs (* 6. Mai 1787 zu Straubing; † 1859 in Regensburg), Palastdame der Königin von Bayern. Aus der Ehe gingen vier Töchter hervor: Louise Carolina Margaretha Maximiliana Theresia (* 12. Oktober 1817 zu Speyer, † in der Nacht vom 22. auf 23. September 1835 auf dem Meer in der Nähe von Piräus/Griechenland wohl an der Influenza auf der Rückreise von einem Ausflug nach Konstantinopel). Sie heiratete den Fürsten Cantacuzenos. Sophia Carolina Antonia Maria Clara (* 12. August 1819 in Augsburg; † 8. August 1868 in Egg) heiratete den moldauischen Großbojar Demetrius von Cantacuzenos. Maria (* 5. November 1828) wurde mit dem Freiherrn Julius von Eichthal, Lederfabrikant in München, verheiratet. Die Tochter Karolina (1821–1888) hatte sich zweimal nicht standesgemäß in USA verehelicht, mit Florian Moerdes und mit dem Schriftsteller Julius Fröbel, einem Neffen des berühmten Pädagogen Friedrich Fröbel und starb in Algier.
Ab Mitte des 18. Jahrhunderts waren die Armanperger mit Schönberg und Oberbrunn nördlich des Chiemsees begütert, die Herren von Armansperg waren sodann im Besitz der Schlösser Egg und Schloss Loham bei Metten an der Donau. Diese fielen durch weibliche Erbfolge Mitte des 19. Jahrhunderts an die Fürstin Cantacuzene, eine geborene Gräfin Sophie von Armansperg und letzte Armanspergerin auf Egg.

## Wappen

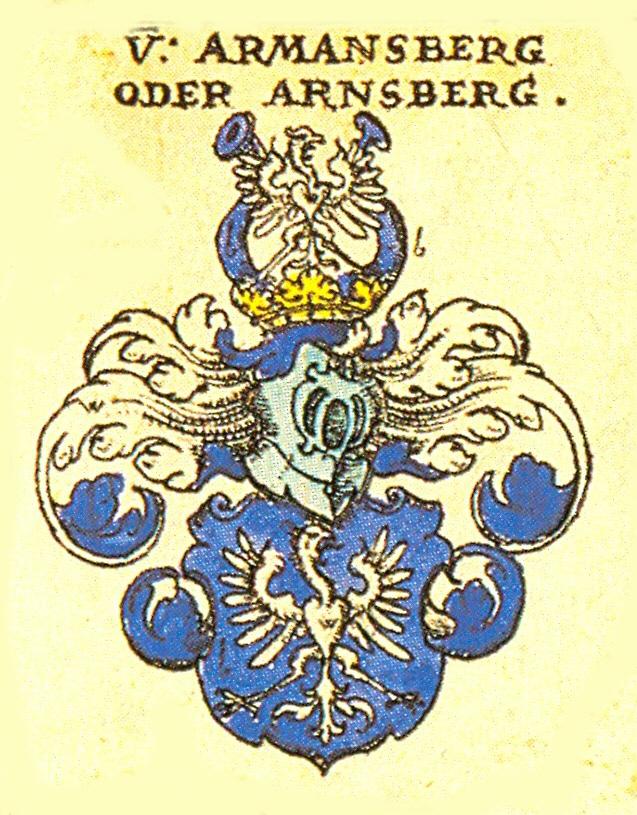
Wappen der Armansperg aus Johann Siebmachers Wappenbuch (1605)

Das Stammwappen zeigt in Blau einen goldbewehrten, silbernen Adler. Auf dem Helm ist der Adler zwischen zwei blauen Büffelhörnern. Die Helmdecke ist blau-silbern.

## Namensträger
- Joseph von Armansperg (* 1787; † 1853); bayerischer und griechischer Staatsmann
- Franz von Armansperg (* 1762; † 1839); bayerischer Aufklärer, Jurist, Kirchenkritiker und Politiker